# Rieti Meeting
Rieti Meeting — ежегодные легкоатлетические соревнования, которые проходили в 1971—2015 годах в Риети (Италия) на стадионе Stadio Raul Guidobaldi в конце августа или начале сентября. До 2009 года являлись одним из этапов IAAF Grand Prix, затем — этап IAAF World Challenge.
Впервые состоялись 28 августа 1971 года и проводились непрерывно в течение 45 лет. В 2015 году были отменены из-за нехватки финансирования и невозможности поддержания международного статуса мероприятия.

## Мировые рекорды
За всю историю проведения соревнований здесь было установлено восемь мировых рекордов. Рекорд кенийца Ноя Нгени в беге на 1000 метров (2.11,96 в 1999 году) оставался непревзойдённым в июле 2025 года.
| Год  | Дисциплина | Рекорд  | Спортсмен(-ка)   | Страна         | Видео/Фото/ Кинограмма |
| ---- | ---------- | ------- | ---------------- | -------------- | ---------------------- |
| 1982 | 1 миля     | 4.17,4  | Маричика Пуйкэ   | Румыния        |                        |
| 1983 | 1500 м     | 3.30,77 | Стив Оветт       | Великобритания |                        |
| 1992 | 1500 м     | 3.28,86 | Нуреддин Морсели | Алжир          |                        |
| 1993 | 1 миля     | 3.44,39 | Нуреддин Морсели | Алжир          |                        |
| 1996 | 3000 м     | 7.20,67 | Даниэль Комен    | Кения          |                        |
| 1999 | 1000 м     | 2.11,96 | Ной Нгени        | Кения          | · (англ.)              |
| 2007 | 100 м      | 9,74    | Асафа Пауэлл     | Ямайка         | · (фин.)               |
| 2010 | 800 м      | 1.41,01 | Дэвид Рудиша     | Кения          | · (фин.)               |